# Waterspinazie
De waterspinazie (Indisch-Nederlands: kangkoeng, Surinaams-Nederlands: dagoeblad) (Ipomoea aquatica) of waterwinde is een plant uit de windefamilie (Convolvulaceae). Het is een kleine, tot 25 cm hoge, kruidachtige semi-waterplant, die in moerassen groeit. De waterspinazie groeit in het water of in vochtige aarde. De stengels zijn hol, waardoor deze op het water kunnen drijven. De plant kan wortels vormen aan zijn stengelknopen. De bladeren zijn pijlvormig of lancetvormig, 7-14 cm lang en toegespitst. De bladstengels zijn ook hol en dragen bij aan het drijfvermogen.
De alleenstaande, rechtopstaande bloemen zijn trechtervormig en wit, roze of violet van kleur. De bloemen zijn maar één dag geopend. De vruchten zijn doosvruchten met vele kleine, zwarte zaden.
De bladeren en bladstelen kunnen net als spinazie worden gegeten of rauw aan salades worden toegevoegd. De bladeren zijn rijk aan niacine, caroteen en kalium.

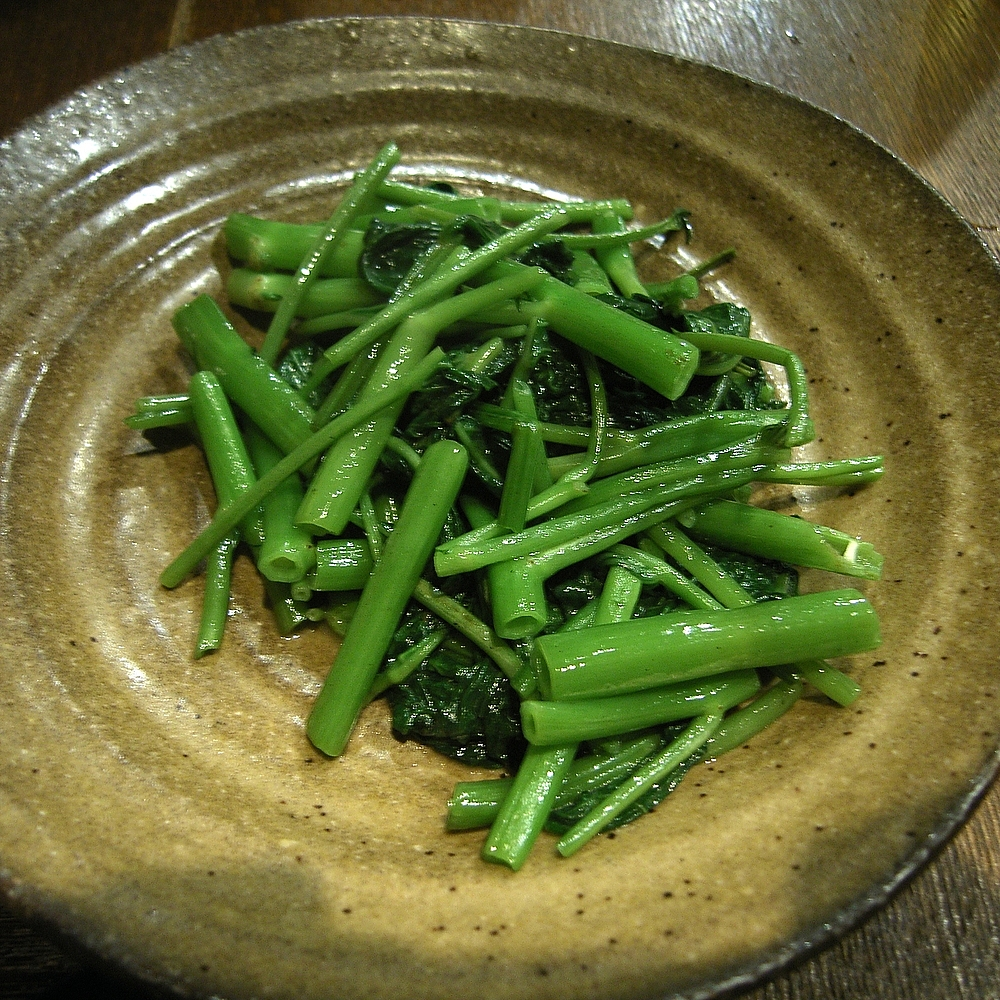
Gekookte waterspinazie

De waterspinazie wordt in China al meer dan 2000 jaar gecultiveerd. Er worden twee cultuurvormen onderscheiden, die verschillen in bladvorm en bloemkleur. De 'ching quat' heeft lancetvormige bladeren en witte bloemen. Deze vorm wordt op moerassige bodem gekweekt. De 'pak quat' heeft pijlvormige bladeren en roze bloemen. Deze plant kan overstroming overleven en wordt in de keuken als waardevoller beschouwd.
De planten worden vermeerderd door stekken, die in de natte aarde worden geplant. Na dertig tot veertig dagen kan er al worden geoogst. Onder tropische omstandigheden kan de plant het hele jaar worden verbouwd. De geoogste bladeren worden gebundeld op lokale markten aangeboden.
De waterspinazie komt van nature voor in tropisch Afrika, India en Zuidoost-Azië.
De waterspinazie wordt in Nederland verkocht in Chinese supermarkten. Waterspinazie wordt ook kangkung/kankoeng (Indonesisch/Maleis), kang kung (Singalees), pak boeng (Thais: ผักบุ้ง), rau muống (Vietnamees), kongxincai (vereenvoudigd Chinees: 空心菜; Standaardkantonees: hóng sám chooi; Pinyin: kōngxīncài; letterlijk "holle hart groente") of ong choy (vereenvoudigd Chinees蕹菜; Standaardkantonees: ông ch'ooi; Pinyin: wéngcài) genoemd.
... · 
I. alba (Maanbloem) · 
I. aquatica (Waterspinazie) · 
I. batatas (Zoete aardappel) · 
I. cairica (Kairowinde) · 
I. indica · 
I. lobata (Spaanse vlag) · 
I. pes-caprae (Geitenhoefwinde) · 
I. quamoclit (Kardinaalswinde) · 
...